# Liste der Stolpersteine in Mönchengladbach – Stadtbezirk West

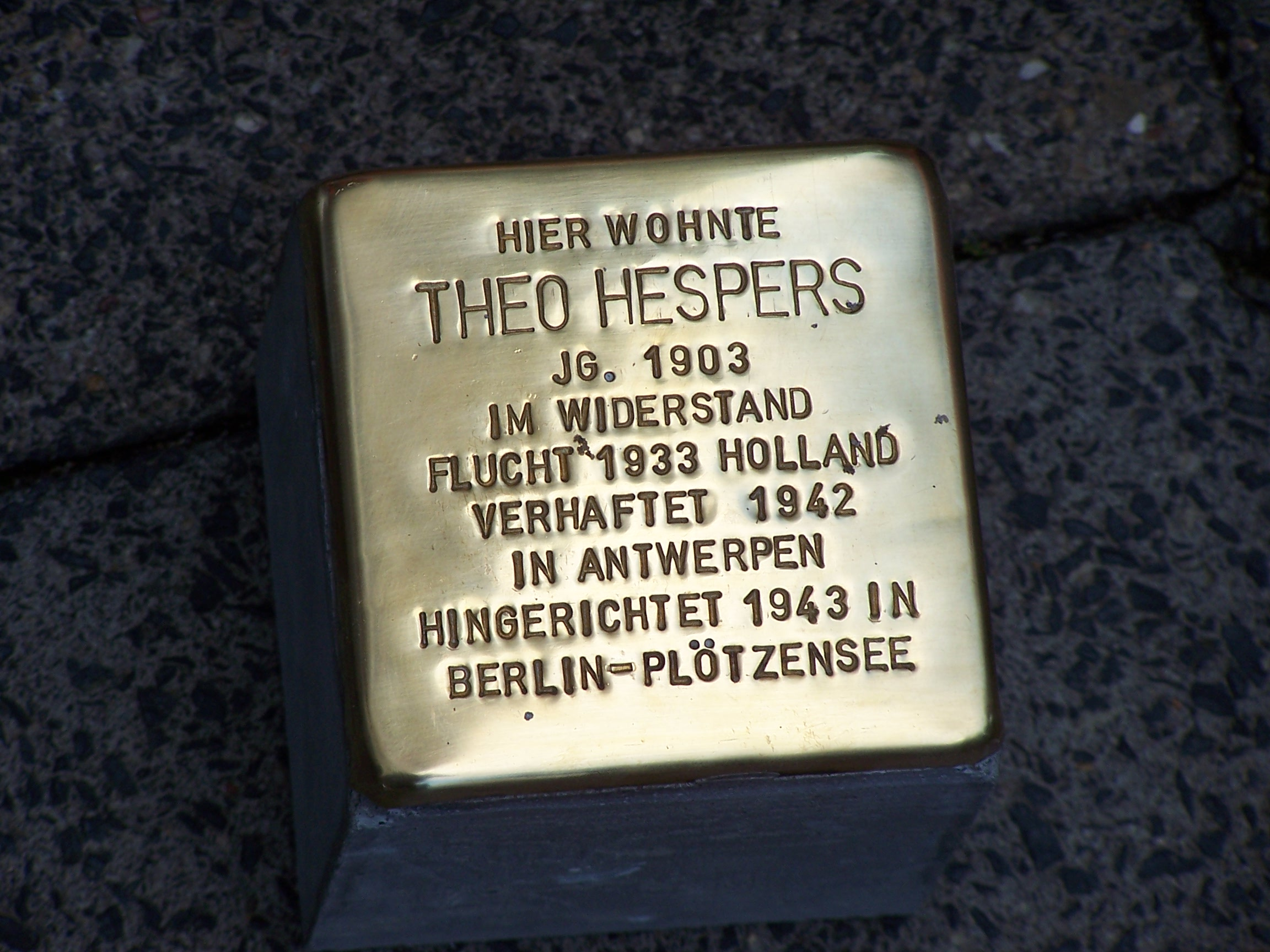
Stolperstein für Theo Hespers

Die Liste der Stolpersteine in Mönchengladbach – Stadtbezirk West enthält alle Stolpersteine, die im Rahmen des gleichnamigen Projekts von Gunter Demnig in Mönchengladbach im Stadtbezirk West verlegt wurden. Mit ihnen soll an Opfer des Nationalsozialismus erinnert werden, die hier lebten und wirkten.
Neben den hier verlegten Stolpersteinen, die in der Liste erfasst wurden, liegt im Stadtteil Rheydt auch eine „Stolperschwelle“.
Weitere verlegte Stolpersteine in anderen Stadtbezirken von Mönchengladbach sind hier zu finden:
- Stadtbezirk Nord
- Stadtbezirk Ost
- Stadtbezirk Süd

## Verlegte Stolpersteine
- Karte mit allen Koordinaten:
- OSM |
- WikiMap

Hinweise zur Benutzung der Auflistung:
Die Liste führt die verlegten Stolpersteine auf, nennt Namen und Lebensdaten der Person, Ort und Datum der Verlegung, die auf dem Stein zu lesende Inschrift und zeigt jeweils ein Foto des beschriebenen Stolpersteins. Dazu führt die Liste Informationen zur Person auf sowie, in den Fußnoten, auch Informationen zu den genannten verwandten Personen.
- Die Liste ist teils sortierbar gestaltet. Die Sortierung nach dem Alphabet wird durch das Anklicken der beiden Dreiecke in den Spalten erreicht.
- Mit ♁ (Lage) oder der Weltkugel lassen sich die Koordinaten mit Kartendiensten anzeigen.
- Hochgestellte Zahlen im Text bedeuten einen Link: Hochgestellte Zahlen in eckigen Klammern verweisen auf einen Einzelnachweis (Beleg) für die Information.
- Blau hinterlegte Wörter sind als Links zu anderen Wikipediaartikeln oder auch als Links innerhalb dieser Liste hinterlegt.

| Adresse                                              | Verlege- datum | Person, Inschrift | Bild | Anmerkung |
| ---------------------------------------------------- | -------------- | --- | ---- | --- |
| Am Emil-Esser-Platz 1 ·                              | 16. Sep. 2013  | Hier wohnte Albert Harf Jg. 1887 Deportiert 1941 Riga Ermordet 1942 |      | Albert Harf wurde am 07.06.1887 als Sohn von Salomon Harf (* 1841) und Sibilla Harf, geb. Blech (*17.09.1842) in Wickrath geboren. Er heiratete Adele Zanders (*19.10.1888), aus der Ehe gingen zwei Kinder hervor: Rudi (*17.01.1924) und Irene (*16.05.1926). Die Familie Harf wurde am 11.12.1941 über Düsseldorf ins Ghetto Riga deportiert, Albert starb im Januar 1942 in Salaspils (strittig: Diese Quelle gibt Riga als Todesort an). |
| Am Emil-Esser-Platz 1 ·                              | 16. Sep. 2013  | Hier wohnte Adele Harf Geb. Zanders Jg. 1888 Deportiert 1941 Riga Ermordet 1944 Stutthof                                                                                       |      | Adele Zanders wurde am 19.10.1888 als Tochter von Max Zanders (1849–1926) und Sara Zanders, geb. Heumann (1852–1918) in Lobberich geboren. Sie heiratete Albert Harf (*07.06.1887), aus der Ehe gingen zwei Kinder hervor: Rudi (*17.01.1924) und Irene (*16.05.1926). Die Familie Harf wurde am 11.12.1941 über Düsseldorf ins Ghetto Riga deportiert, Adele wurde am 01.10.1944 weiter nach Stutthof verbracht, wo sie ermordet wurde (strittig: Diese Quelle gibt Riga als Todesort an, ein Todesdatum fehlt in der Quelle). |
| Am Emil-Esser-Platz 1 ·                              | 16. Sep. 2013  | Hier wohnte Rudi Harf Jg. 1924 Deportiert 1941 Riga Ermordet 1944 Stutthof |      | Rudi Harf wurde am 17.01.1924 als Sohn des Ehepaares Albert Harf (*07.06.1887) und Adele Harf, geb. Zanders (*19.10.1888) in Wickrath geboren, er hatte eine Schwester: Irene (*16.05.1926). Die Familie Harf wurde am 11.12.1941 über Düsseldorf ins Ghetto Riga deportiert, Rudi wurde am 01.10.1944 weiter nach Stutthof verbracht, da er einem sog. K.-Kommando (dieses bestand aus Gefangenen, die Massengräber ausheben und zuwerfen sollten, bis sie durch ein neues Kommando ersetzt wurden) angehörte, wurde er erst am 31.10.1944 dort ermordet (strittig: Diese Quelle gibt Riga als Todesort an, ein Todesdatum fehlt in der Quelle). |
| Am Emil-Esser-Platz 1 ·                              | 16. Sep. 2013  | Hier wohnte Irene Harf Jg. 1926 Deportiert 1941 Riga befreit/überlebt |      | Irene Harf wurde am 16.05.1926 als Tochter des Ehepaares Albert Harf (*07.06.1887) und Adele Harf, geb. Zanders (*19.10.1888) in Wickrath geboren, sie hatte einen Bruder: Rudi (*17.01.1924). Die Familie Harf wurde am 11.12.1941 über Düsseldorf ins Ghetto Riga deportiert, nur Irene überlebte das Konzentrationslager sowie den anschließenden Todesmarsch. Sie kehrte nach dem Krieg zurück, heiratete in Dormagen Jakob Dahl (*10.01.1916 - ✡12.10.1968). Aus der Ehe gingen zwei Töchter hervor, Irene starb am 11.08.2000 in Dormagen. |
| Am Wickrather Tor 40 ·                               | 13. Nov. 2007  | Hier wohnte Felix Cappel Jg. 1873 Deportiert 1942 Theresienstadt Ermordet in Minsk                                                                                             |      | Felix Cappel wurde am 14.02.1873 als Sohn des Ehepaares Alexander Cappel und Rosetta Marchand in Mönchengladbach geboren. Er war unverheiratet, als Beruf wurde Stallbursche angegeben. Am 25.07.1942 wurde er mit dem Transport VII/2, Zug Da 71 (Deportationsnummer 345) ab Aachen ins Ghetto Theresienstadt verbracht und am 21.09.1942 weiter nach Treblinka (strittig: Eine andere Quelle nennt hier Minsk) deportiert, wo er ermordet wurde. |
| Beecker Straße 7 ·                                   | 14. Dez. 2023  | Hier wohnte Matthias Wassenberg Jg. 1935 1942 Kinderklinik Bonn 'verlegt' 25.3.1943 St. Josefshaus Mönchengladbach 18.5.1943 'Heilanstalt' am Steinhof/Wien ermordet 20.7.1943 |      | Matthias Wassenberg wurde am 8. Juni 1935 in Rheindahlen geboren. Seine Eltern waren Josef Wassenberg aus Niederkrüchten und Katharina Wassenberg aus Rheindahlen. Matthias hatte drei Geschwister. Im Krieg wurde die Familie getrennt, der Vater kam in russische Gefangenschaft. Matthias befand sich ab dem 1. September 1942 in einer Kinderklinik in Bonn und wurde am 23. März 1943 nach Mönchengladbach-Hardt in das St. Josefshaus, einer katholischen Einrichtung für Menschen mit Behinderung, verlegt. Schon am 18. Mai desselben Jahres kam er zusammen mit vielen anderen Pfleglingen nach Wien in die Heil- und Pflegeanstalt Jauregg. Dort wurde Matthias am 20. Juli 1943 im Alter von acht Jahren ermordet. |
| Beecker Straße 15 ·                                  | 4. Apr. 2007   | Hier wohnte Henriette Nathan Geb. Schlächter Jg. 1883 Deportiert 1942 tot in Izbica                                                                                            |      | Henriette Schlächter wurde am 25.08.1883 in Nideggen als Tochter des Ehepaares David Schlächter und Friederika Levy geboren. Sie heiratete Albert Nathan, aus der Ehe gingen zwei Kinder (Erich (*28.10.1914) und Hilde (*02.10.1918)) hervor, beide entkamen dem Holocaust. Albert, der am 05.02.1941 in Krefeld starb, war Inhaber des „Kaufhaus Jos. Esser“ in Rheindahlen, welches er im Frühjahr 1938 an Karl Christmann übergab. Die Familie zog – lt. den bekannten Quellen – im Jahr 1937 nach Uerdingen. Henriette wurde am 22.04.1942 ab Düsseldorf nach Izbica in das Ghetto deportiert, wo sie verstarb. |
| Beecker Straße 38 ·                                  | 4. Apr. 2007   | Hier wohnte Sara Hertz Jg. 1858 Deportiert 1942 Theresienstadt tot in Minsk |      | Sara Hertz (eine andere Quelle nennt „Herz“ als Nachnamen) wurde am 29.06.1858 als Tochter des Ehepaares Samuel Hertz und Odilia Cappel in Mönchengladbach geboren. Sie wurde am 25.07.1942 mit dem Transport VII/2, Zug Da 71 von Aachen ins Ghetto Theresienstadt deportiert. Von dort aus ging es mit dem Transport Bp am 21.09.1942 nach Treblinka, wo sie ermordet wurde (strittig: Eine andere Quelle nennt Minsk als letzten Deportations- und Todesort). |
| Berger Dorfstraße 14 ·                               | 16. Dez. 2019  | Hier wohnte Gustav Harf Jg. 1891 'Schutzhaft' 1938 Dachau Deportiert 1941 Riga Befreit                                                                                         |      | Gustav Harf wurde am 19.02.1891 als Sohn von Hermann Harf (1855–1922) und seiner Ehefrau Sophia Harf, geb. Blech (oder Bleek) (1857–1940) in Wickrathberg geboren, als Beruf wird Kaufmann angegeben. Gustav heiratete 1922 Meta Seligmann, ein Sohn (Hans Hermann) ist bekannt. Am 17.11.1938 wurde Gustav verhaftet und als Schutzhäftling ins KZ Dachau verbracht, der Zeitpunkt der Entlassung ist unbekannt. Am 10.12.1941 wurde die ganze Familie ins Ghetto Riga deportiert, alle überlebten das Grauen des Ghettos. Nach kurzer Emigration nach Schweden kehrte die Familie nach Kettwig zurück, wo Gustav 1972 verstarb. |
| Berger Dorfstraße 14 ·                               | 16. Dez. 2019  | Hier wohnte Meta Harf Geb. Seligmann Jg. 1903 Deportiert 1941 Riga Befreit |      | Meta Seligmann wurde am 18.04.1903 in Kettwig geboren. Sie heiratete 1922 Gustav Harf, ein Sohn (Hans Hermann) ist bekannt. Am 10.12.1941 wurde die ganze Familie ins Ghetto Riga deportiert, alle überlebten das Grauen des Ghettos. Nach kurzer Emigration nach Schweden kehrte die Familie nach Kettwig zurück. |
| Berger Dorfstraße 14 ·                               | 16. Dez. 2019  | Hier wohnte Hans Hermann Harf Jg. 1931 Deportiert 1941 Riga Befreit |      | Hans Hermann Harf wurde am 24.03.1931 als Sohn des Ehepaares Gustav Harf und Meta Harf, geb. Seligmann in Wickrath geboren. Am 10.12.1941 wurde die ganze Familie ins Ghetto Riga deportiert, alle überlebten das Grauen des Ghettos. Nach kurzer Emigration nach Schweden kehrte die Familie nach Kettwig zurück. |
| Berger Dorfstraße 27 ·                               | 4. Sep. 2009   | Hier wohnte Albert Zander Jg. 1894 Deportiert 1942 Izbica |      | Albert Zander wurde am 10.07.1894 als Sohn des Ehepaares Joseph und Henriette (genannt „Jetta“) Zander, geb. Cahn in Wanlo geboren. Als Berufs war Gerbereiarbeiter angegeben, er heiratete Paula Wiesenfelder, aus der Ehe gingen drei Kinder hervor: Hilde (*23.03.1923), Herbert (*18.10.1924) und Ruth (*08.05.1927). Albert wurde am 22.04.1942 von Düsseldorf ins Ghetto Izbica deportiert, wo er ermordet wurde. |
| Berger Dorfstraße 27 ·                               | 4. Sep. 2009   | Hier wohnte Paula Zander Geb. Wiesenfelder Jg. 1891 Deportiert 1942 Izbica |      | Paula Wiesenfelder wurde am 07.10.1891 als Tochter des Ehepaares Herzl Wiesenfelder und Dina Spier in Eiterfeld geboren. Sie heiratete Albert Zander, aus der Ehe gingen drei Kinder hervor: Hilde (*23.03.1923), Herbert (*18.10.1924) und Ruth (*08.05.1927). Paula wurde am 22.04.1942 von Düsseldorf ins Ghetto Izbica deportiert, wo sie ermordet wurde. |
| Berger Dorfstraße 27 ·                               | 4. Sep. 2009   | Hier wohnte Herbert Zander Jg. 1924 Deportiert 1942 Izbica |      | Herbert Zander wurde am 18.10.1924 als zweites Kind des Ehepaares Albert und Paula Zander, geb, Wiesenfelder in Wanlo geboren, er hatte zwei Geschwister (Hilde (*23.03.1923) und Ruth (*08.05.1927)). Herbert wurde am 22.04.1942 von Düsseldorf ins Ghetto Izbica deportiert, wo er ermordet wurde. |
| Berger Dorfstraße 27 ·                               | 4. Sep. 2009   | Hier wohnte Ruth Zander Jg. 1927 Deportiert 1942 Izbica |      | Ruth Zander wurde am 08.05.1927 als drittes Kind des Ehepaares Albert und Paula Zander, geb, Wiesenfelder in Wanlo geboren, er hatte zwei Geschwister (Hilde (*23.03.1923) und Herbert (*18.10.1924)). Ruth wurde am 22.04.1942 von Düsseldorf ins Ghetto Izbica deportiert, wo sie ermordet wurde. |
| Berger Dorfstraße 27 ·                               | 10. März 2016  | Hier wohnte Hildegard Zander verh. Hilde Sherman Jg. 1923 Deportiert 1941 Riga befreit                                                                                         |      | Hilde Sherman wurde am 23.03.1923 als Tochter des Ehepaares Albert und Paula Zander, geb, Wiesenfelder in Wanlo geboren, sie hatte zwei Geschwister (Herbert (*18.10.1924) und Ruth (*08.05.1927)). Am 06.12.1941 heiratete sie Kurt Winter (*14.10.1912 in Korschenbroich, †27.04.1942 in Salaspils). Zusammen mit ihrem Mann wurde sie am 11.12.1941 ab Düsseldorf nach Riga deportiert, später dann allein nach Hamburg-Fuhlsbüttel verbracht. Befreiung im April 1945 danach dank des Einsatzes von Graf Folke Bernadotte nach Schweden. Hier überlebt sie, obwohl sie an Typhus, Ruhr, Nierenbeckenentzündung und Gelbsucht leidet, ihre Wirbelsäule gebrochen ist und sie zum Skelett abgemagert ist. Hilde hat ihr Schicksal 1984 in dem Buch "Zwischen Tag und Dunkel. Mädchenjahre im Ghetto" ISBN 978-3-548-20386-7 veröffentlicht. In zweiter Ehe war sie mit William Sherman verheiratet, lebte 1970 in Bogotá, Kolumbien. Die letzten Jahre ihres Lebens hat Hilde Sherman in Jerusalem verbracht, wo sie am 11.03.2011 verstorben ist. |
| Enger Weg 1 ·                                        | 25. März 2011  | Hier wohnte Max Liffmann Jg. 1881 Deportiert 1941 Riga Ermordet 26.3.1942 |      | Max Liffmann wurde am 27.05.1881 als Sohn des Ehepaares Marcus Liffmann (1837–1886) und Amalie Katz (1844–1921) in Wickrath geboren. Als Beruf wurde Viehhändler angegeben, er heiratete Selma Harf, das Paar hatte vier Kinder: Herta (* 1914), Paula (* 1910, 1938 nach Kolumbien ausgewandert), Herbert (* 1917, 1937 nach Kolumbien ausgewandert) und Johann (* 1911, 1937 nach Kolumbien ausgewandert). Am 10.12.1941 wurden die Familien Liffmann und Leven über Düsseldorf in das Ghetto nach Riga deportiert. Max wurde dort (wie auch seine Ehefrau) am 26.03.1942 Opfer der Aktion Dünamünde. |
| Enger Weg 1 ·                                        | 25. März 2011  | Hier wohnte Selma Liffmann Geb. Harf Jg. 1880 Deportiert 1941 Riga Ermordet 16.3.1942                                                                                          |      | Selma Harf wurde am 05.07.1880 als Tochter des Ehepaares Salomon Harf und Sibilla Blech in Wickrath geboren. Sie heiratete Max Liffmann, aus der Ehe stammen vier Kinder: Herta (* 1914), Paula (* 1910), Herbert (* 1917) und Johann (* 1911). Am 10.12.1941 wurden die Familien Liffmann und Leven über Düsseldorf in das Ghetto nach Riga deportiert. Selma wurde dort (wie auch ihr Ehemann) am 26.03.1942 Opfer der Aktion Dünamünde. |
| Enger Weg 1 ·                                        | 25. März 2011  | Hier wohnte Albert Leven Jg. 1907 Deportiert 1941 Riga ? |      | Albert Leven wurde am 15.07.1907 als Sohn von Philipp Leven (1869–1939) und seiner Ehefrau Johanna Levy (1866–1941?) in Wickrath geboren. Er heiratete Herta Liffmann, aus der Ehe gingen drei Kinder hervor (Manfred (* 1933), Walter (* 1935) und Mirjam (* 1941)). Am 10.12.1941 wurden die Familien Liffmann und Leven über Düsseldorf in das Ghetto nach Riga deportiert. Von dort ging am 02.11.1943 es weiter nach Auschwitz, wo Albert ermordet wurde. |
| Enger Weg 1 ·                                        | 25. März 2011  | Hier wohnte Herta Leven Geb. Liffmann Jg. 1914 Deportiert 1941 Riga ? |      | Herta Liffmann wurde am 25.03.1914 als Tochter von Max Liffmann und seiner Ehefrau Selma Harf in Wickrath geboren. Sie hatte noch drei Geschwister: Paula (* 1910), Herbert (* 1917) und Johann (* 1911). Sie heiratete Albert Leven, aus der Ehe gingen drei Kinder hervor (Manfred (* 1933), Walter (* 1935) und Mirjam (* 1941)). Am 10.12.1941 wurden die Familien Liffmann und Leven über Düsseldorf in das Ghetto nach Riga deportiert. Von dort ging am 02.11.1943 es weiter nach Auschwitz, wo Herta ermordet wurde. |
| Enger Weg 1 ·                                        | 25. März 2011  | Hier wohnte Manfred Leven Jg. 1933 Deportiert 1941 Riga ? |      | Manfred Leven wurde am 23.06.1935 als Sohn von Albert Leven und seiner Ehefrau Herta Liffmann in Wickrath geboren. Er hatte noch zwei Geschwister: Walter (* 1935) und Mirjam (* 1941). Am 10.12.1941 wurden die Familien Liffmann und Leven über Düsseldorf in das Ghetto nach Riga deportiert, wo Walter ermordet wurde. |
| Enger Weg 1 ·                                        | 25. März 2011  | Hier wohnte Walter Leven Jg. 1935 Deportiert 1941 Riga ? |      | Walter Leven wurde am 04.06.1933 als Sohn von Albert Leven und seiner Ehefrau Herta Liffmann in Wickrath geboren. Er hatte noch zwei Geschwister: Manfred (* 1933) und Mirjam (* 1941). Am 10.12.1941 wurden die Familien Liffmann und Leven über Düsseldorf in das Ghetto nach Riga deportiert. Von dort ging am 02.11.1943 es weiter nach Auschwitz, wo Walter ermordet wurde. |
| Enger Weg 1 ·                                        | 25. März 2011  | Hier wohnte Mirjam Leven Jg. 1941 Deportiert 1941 Riga ? |      | Mirjam Leven wurde am 18.09.1941 als Tochter von Albert Leven und seiner Ehefrau Herta Liffmann in Wickrath geboren. Sie hatte noch zwei Geschwister: Manfred (* 1933) und Walter (* 1935). Am 10.12.1941 wurden die Familien Liffmann und Leven über Düsseldorf in das Ghetto nach Riga deportiert. Von dort ging am 02.11.1943 es weiter nach Auschwitz, wo Mirjam ermordet wurde. |
| Herrather Weg 11 ·                                   | 16. Dez. 2019  | Hier wohnte Simon Harf Jg. 1905 'Schutzhaft' 1938 Dachau Deportiert 1941 Riga Ermordet                                                                                         |      | Simon Harf wurde am 03.11.1905 als Sohn von Adolf Harf (1877–1937) und seiner Ehefrau Paula Harf, geb. Heumann in Beckrath geboren. Simon heiratete am 27.08.1935 Karoline „Lina“ Sanders, eine Tochter (Ruth Juliane (*01.03.1938)) ist bekannt. Am 17.11.1938 wurde Simon verhaftet und als Schutzhäftling ins KZ Dachau verbracht. Nach seiner Entlassung am 11.02.1939 wurde die Familie am 11.12.1941 ab Düsseldorf ins Ghetto Riga deportiert, wo Simon ermordet wurde. Für die Familie wurde am 06.02.2012 drei Stolpersteine in Nettetal verlegt. |
| Herrather Weg 11 ·                                   | 16. Dez. 2019  | Hier wohnte Karoline 'Lina' Harf Geb. Sanders Jg. 1906 Deportiert 1941 Riga Ermordet Nov. 1943                                                                                 |      | Karoline „Lina“ Sanders wurde am 18.11.1906 als Tochter von Gustav Sanders (1864–1938) und seiner Ehefrau Julie Sanders, geb. Kaufmann (1866–1926) in Kaldenkirchen geboren. Am 27.08.1935 heiratete sie Simon Harf, eine Tochter (Ruth Juliane (*01.03.1938)) ist bekannt. Am 11.12.1941 wurde die Familie ab Düsseldorf ins Ghetto Riga deportiert, als Todesmonat wird November 1943 angegeben. Für die Familie wurde am 06.02.2012 drei Stolpersteine in Nettetal verlegt. |
| Mühlentorplatz 11 ·                                  | 9. Dez. 2008   | Hier wohnte Edith Strauss Geb. Markus Jg. 1899 Deportiert 1942 Izbica ? |      | Edith Markus wurde am 28.06.1899 als Tochter von Gustav Markus und seiner Ehefrau Martha Cohnheim in Dortmund geboren. Sie heiratete Oskar Strauss, der einzige Sohn Jürgen begab sich am 08.03.1939 zu seinen Großeltern nach Dortmund, von wo aus er sich am 25.07.1939 nach Belfast emigrierte. Edith und ihr Ehemann wurden am 22.04.1942 ab Düsseldorf ins Ghetto Izbica deportiert, wo sie verschollen sind. |
| Mühlentorplatz 11 ·                                  | 9. Dez. 2008   | Hier wohnte Oskar Strauss Jg. 1895 Deportiert 1942 Izbica ? |      | Oskar Strauss wurde am 06.01.1895 als Sohn von Moses Strauss (1863–1923) und seiner Ehefrau Johanna Wolf in Rödingen geboren. Als Beruf war Kaufmann angegeben, er heiratete Edith Markus, sie hatten einen gemeinsamen Sohn (Jürgen). Oskar und seine Ehefrau wurden am 22.04.1942 ab Düsseldorf ins Ghetto Izbica deportiert, wo sie verschollen sind. |
| Mühlentorplatz 11 ·                                  | 9. Dez. 2008   | Hier wohnte Johanna Strauss Geb. Wolf Jg. 1870 Deportiert 1942 Theresienstadt Ermordet in Minsk                                                                                |      | Johanna Wolf wurde am 13.10.1870 als Tochter von Philipp Wolf (1841–1904) und seiner Ehefrau Amalie Simons geboren. Sie heiratete Moses Strauss (1863–1923), aus der Ehe gingen zwei Söhne (Oskar (* 1895) und Walter (* 1899, nach Schanghai emigriert, überlebt) hervor. Johanna wurde am 25.07.1942 ab Düsseldorf ins Ghetto Theresienstadt verbracht, weiter am 29.09.1942 nach Treblinka, wo sie ermordet wurde (strittig: Eine andere Quelle (PDF; 496 kB) nennt Minsk als Todesort). |
| Mühlentorplatz 11 ·                                  | 9. Dez. 2008   | Hier wohnte Norbert Spiegel Jg. 1897 Deportiert 1942 Izbica ? |      | Norbert Spiegel wurde am 28.12.1897 als Sohn des Ehepaares Abraham und Theresia Spiegel in Ahlen geboren, er hatte eine Schwester (Jettchen (* 1891)). Er heiratete Laura Spiegel, aus der Ehe gingen zwei Kinder hervor: Ingeborg (* 1924) und Alfred (* 1928). Die Familie war im Oktober 1939 genötigt worden, von Ahlen nach Rheindahlen umzusiedeln. Norbert, seine Ehefrau und die beiden Kinder wurden am 22.04.1942 ab Düsseldorf in das Ghetto Izbica deportiert, ab hier verliert sich ihre Spur. |
| Mühlentorplatz 11 ·                                  | 9. Dez. 2008   | Hier wohnte Laura Spiegel Geb. Spiegel Jg. 1894 Deportiert 1942 Izbica ? |      | Laura Spiegel wurde am 28.05.1893 als Tochter des Ehepaares Simon Spiegel und Sophia Heymann in Ahlen geboren. Sie heiratete Norbert Spiegel, aus der Ehe gingen zwei Kinder hervor: Ingeborg (* 1924) und Alfred (* 1928). Die Familie war im Oktober 1939 genötigt worden, von Ahlen nach Rheindahlen umzusiedeln. Laura, ihr Ehemann und die beiden Kinder wurden am 22.04.1942 ab Düsseldorf in das Ghetto Izbica deportiert, ab hier verliert sich ihre Spur. |
| Mühlentorplatz 11 ·                                  | 9. Dez. 2008   | Hier wohnte Ingeborg Spiegel Jg. 1924 Deportiert 1942 Izbica ? |      | Ingeborg Spiegel wurde am 25.01.1924 als Tochter des Ehepaares Norbert Spiegel und Laura, geb. Spiegel in Ahlen geboren, sie hatte einen Bruder (Alfred (* 1928)). Die Familie war im Oktober 1939 genötigt worden, von Ahlen nach Rheindahlen umzusiedeln. Die Eltern und die beiden Kinder wurden am 22.04.1942 ab Düsseldorf in das Ghetto Izbica deportiert, ab hier verliert sich ihre Spur. |
| Mühlentorplatz 11 ·                                  | 9. Dez. 2008   | Hier wohnte Alfred Spiegel Jg. 1928 Deportiert 1942 Izbica ? |      | Alfred Spiegel wurde am 28.04.1928 als Sohn des Ehepaares Norbert Spiegel und Laura, geb. Spiegel in Ahlen geboren, er hatte eine Schwester (Ingeborg (* 1924)). Die Familie war im Oktober 1939 genötigt worden, von Ahlen nach Rheindahlen umzusiedeln. Die Eltern und die beiden Kinder wurden am 22.04.1942 ab Düsseldorf in das Ghetto Izbica deportiert, ab hier verliert sich ihre Spur. |
| Mühlentorplatz 11 ·                                  | 9. Dez. 2008   | Hier wohnte Jettchen Spiegel Jg. 1891 Deportiert 1942 Theresienstadt Ermordet in Auschwitz                                                                                     |      | Henriette „Jettchen“ Spiegel wurde am 28.02.1891 als Tochter des Ehepaares Abraham und Theresia Spiegel in Ahlen geboren, sie hatte einen Bruder (Norbert (* 1893)). Jettchen hatte nur einen Zweitwohnsitz in Rheindahlen. Meist lebte sie in Köln im sogenannten Fort V, einem Sammellager für Juden. Am 25.09.1942 wurde sie ab Köln ins Ghetto Theresienstadt verbracht und von dort aus am 23.01.1943 nach Auschwitz deportiert, wo sie ermordet wurde. |
| Plattenstraße 59 ·                                   | 2. Nov. 2011   | Hier wohnte Jetta Zander Geb. Cahn Jg. 1864 Deportiert 1942 Theresienstadt tot 2.4.1942                                                                                        |      | Jetta Cahn wurde am 17.09.1864 als Tochter von Isaac Bernhard Cahn und seiner Ehefrau Sophie Blech in Wanlo geboren. Sie war mit Joseph Zander (1866–1930) verheiratet, sie hatten fünf Kinder, von denen drei Opfer des Holocaust wurden: Sophie Wolf (*29.03.1893, †Litzmannstadt), Emil (*20.08.1897, †September 1942 Kulmhof), Albert Zander, Sibille Zander (überlebt) und Emma Zander (überlebt). Jetta Zander wurde am 25.07.1942 nach Theresienstadt deportiert, wo sie am 02.04.1943 starb. |
| Quadtstraße 34 ·                                     | 22. Dez. 2006  | Hier wohnte Clara Markus Jg. 1864 Deportiert 1942 Theresienstadt tot 17.9.1942                                                                                                 |      | Clara Markus wurde am 13.03.1864 als Tochter von Joseph Salomon (1835–1904) und Jeanette Markus, geb. Strauss (1836–1897) in Wickrath geboren. Sie war ledig und hatte u. a. zwei Schwestern (Rosalie (*28.08.1874) und Berta (*17.01.1873)), am 25.07.1942 wurde sie ab Aachen mit dem Transport VII/2, Zug Da 71 in Ghetto Theresienstadt deportiert, wo sie am 17.09.1942 verstarb. |
| Quadtstraße 34 ·                                     | 22. Dez. 2006  | Hier wohnte Rosalie Markus Jg. 1874 Deportiert 1942 Theresienstadt tot 17.8.1942                                                                                               |      | Rosalie Markus wurde am 28.08.1874 als Tochter von Joseph Salomon (1835–1904) und Jeanette Markus, geb. Strauss (1836–1897) in Wickrath geboren. Sie war ledig und hatte u. a. zwei Schwestern (Clara (*13.03.1864) und Berta (*17.01.1873)), am 25.07.1942 wurde sie ab Aachen mit dem Transport VII/2, Zug Da 71 in Ghetto Theresienstadt deportiert, wo sie am 17.08.1942 verstarb. |
| Quadtstraße 34 ·                                     | 22. Dez. 2006  | Hier wohnte Berta Markus Jg. 1873 Deportiert 1942 Theresienstadt tot 24.3.1943                                                                                                 |      | Berta Markus wurde am 17.01.1873 als Tochter von Joseph Salomon (1835–1904) und Jeanette Markus, geb. Strauss (1836–1897) in Wickrath geboren. Sie war ledig und hatte u. a. zwei Schwestern (Clara (*13.03.1864) und Rosalie (*28.08.1874)), am 25.07.1942 wurde sie ab Aachen mit dem Transport VII/2, Zug Da 71 in Ghetto Theresienstadt deportiert, wo sie am 17.08.1942 verstarb. |
| Quadtstraße 34 ·                                     | 22. Dez. 2006  | Hier wohnte Johanna Heumann Jg. 1873 Deportiert 1941 Riga Ermordet 26.3.1942                                                                                                   |      | Johanna Heumann wurde am 03.12.1877 als Tochter von Joseph und Carolina Heumann, geb. Frank in Gey geboren. Sie hatte (u. a.) eine Schwester (Paula (*23.04.1879)), am 10.12.1941 wurden sie nach Riga deportiert. Da sie nicht mehr arbeitsfähig war, wurde sie am 26.03.1942 als Opfer der Aktion Dünamünde ermordet. |
| Quadtstraße 34 ·                                     | 22. Dez. 2006  | Hier wohnte Josef Harf Jg. 1912 Deportiert 1941 Riga ? |      | Josef Harf wurde am 18.04.1912 als Sohn von Adolf Harf (1877–1937) und seiner Ehefrau Paula Harf, geb. Heumann in Wickrath geboren. Am 10.12.1941 wurden er mit seiner Mutter und seiner Tante Johanna Heumann nach Riga deportiert und dort ermordet. |
| Quadtstraße 34 ·                                     | 22. Dez. 2006  | Hier wohnte Paula Harf Geb. Heumann Jg. 1879 Deportiert 1941 Riga Ermordet 26.03.1942                                                                                          |      | Paula Heumann wurde am 03.12.1877 als Tochter von Joseph und Carolina Heumann, geb. Frank in Gey geboren. Sie hatte (u. a.) eine Schwester (Johanna (*23.04.1879)) und heiratete Adolf Harf (1877–1937), zwei Söhne (Josef (* 1912) und Simon (* 1905)) sind bekannt. Am 10.12.1941 wurden Paula nach Riga deportiert. Da sie nicht mehr arbeitsfähig war, wurde sie am 26.03.1942 als Opfer der Aktion Dünamünde ermordet. |
| Sandstraße 22 ·                                      | 22. Apr. 2021  | Hier wohnte Alexander Harf Jg. 1882 Unfreiwillig verzogen 1941 Köln Deportiert 1941 Lodz/Litzmannstadt Ermordet 6.7.1942                                                       |      | Alexander Harf wurde am 18.07.1882 in als Sohn von Andreas Harf (1837–1923) und Henriette Harf, geb. Rosendahl (1844–1893) als zehntes von vierzehn Kindern in Wickrath geboren, als Berufe werden Fabrikarbeiter und (später) Althändler angegeben. Er heiratete am 07.10.1904 die Haushälterin Bertha Wiesenfelder (*08.05.1876, †10.03.1931), fünf Kinder sind bekannt (darunter Johanna). Alexander musste Mönchengladbach verlassen, seit dem 24.07.1941 war er in Köln (Alexianerstraße 50) gemeldet. Von dort aus wurde er am 30.10.1941 ins Ghetto Lodz deportiert, wo er am 06.07.1942 ermordet wurde. |
| Sandstraße 22 ·                                      | 22. Apr. 2021  | Hier wohnte Johanna Harf Jg. 1911 Deportiert 1941 Riga 1944 Riga-Kaiserwald Libau 1945 Gefängnis Fuhlsbüttel Befreit                                                           |      | Johanna Harf wurde am 12.05.1911 als Tochter von Alexander Harf und Bertha Harf, geb. Wiesenfelder in Wickrath geboren, vier Geschwister sind nachgewiesen. Johanna wurde am 10.12.1941 ins Ghetto Riga verbracht, von dort aus ging es im Dezember 1943 ins KZ Kaiserwald. Im September 1944 ging es weiter in das KZ Libau, im Februar 1945 ins Gefängnis Hamburg-Fuhlsbüttel und am 01.05.1945 ins KZ Kiel-Hassee. Dort wurde Johanna befreit. |
| Stadtwaldstraße 28 ·                                 | 25. Jan. 2008  | Hier wohnte Erna Harf Jg. 1913 Deportiert 1941 Ermordet in Minsk |      | Erna Harf wurde am 29.12.1913 als Tochter von Leo Harf und seiner Ehefrau Johanna, geb. Kaufmann in Rheindahlen geboren. Ihre Zwillingsschwester Else starb bereits im Alter von eineinhalb Jahren. Sie hatte einen Sohn: Klaus (*22.11.1936), den sie wohl allein aufzog. Zwischenzeitlich arbeitete sie in Berlin-Schöneberg, von dort aus wurde Erna am 14.11.1941 mit dem Transport, Zug Da 54 ins Ghetto Minsk deportiert, wo sie verschollen ist. |
| Stadtwaldstraße 28 ·                                 | 25. Jan. 2008  | Hier wohnte Johanna Harf Geb. Kaufmann Jg. 1882 Deportiert 1942 Izbica Ermordet                                                                                                |      | Johanna Kaufmann wurde am 10.12.1882 als Tochter von Abraham Kaufmann und seiner Ehefrau Julie Haas in Hellenthal geboren. Sie war mit Leo Harf (über den leider nichts bekannt ist) verheiratet, aus der Ehe gingen sechs Kinder hervor: Die Zwillinge Erna (*29.12.1913) und Else (*29.12.1913, verstarb mit eineinhalb Jahren), Berta (*08.04.1909, konnte sich früh in die USA absetzen, wo sie 1955 starb), Walter (*10.05.1910, ihm gelang im September 1938 die Flucht nach Kolumbien, er verstarb dort im Jahr 1972), Hilde (*13.05.1915, überlebt, konnte in die USA auswandern) und Heinz (*04.03.1918). Johanna wurde am 22.04.1942 ab Düsseldorf ins Ghetto Izbica deportiert, sie wurde für tot erklärt. |
| Stadtwaldstraße 28 ·                                 | 25. Jan. 2008  | Hier wohnte Klaus Harf Jg. 1936 Deportiert 1941 Ermordet in Minsk |      | Klaus Harf wurde am 22.11.1936 als Sohn von Erna Harf in Frankfurt geboren (Vater unbekannt), erlebte mit seiner Mutter zeitweise in Berlin, Neu-Isenburg und Mönchengladbach. Am 14.11.1941 wurde er mit dem Transport, Zug Da 54 von Berlin nach Minsk deportiert, wo er ermordet wurde. |
| Stadtwaldstraße 28 ·                                 | 25. Jan. 2008  | Hier wohnte Heinz Harf Jg. 1918 Deportiert 1942 Izbica Ermordet |      | Heinz Harf wurde am 04.03.1918 als Sohn von Leo Harf und seiner Ehefrau Johanna, geb. Kaufmann in Rheindahlen geboren. Am 22.04.1942 wurde er ab Düsseldorf in Ghetto Izbica deportiert, wo er ermordet wurde. |
| Stadtwaldstraße 28 ·                                 | 25. Jan. 2008  | Hier wohnte Cäcilie Grünewald Geb. Kleeberg Jg. 1865 Deportiert 1942 Theresienstadt tot 1942                                                                                   |      | Cäcilie Kleeberg wurde am 20.02.1865 in Castrop-Rauxel geboren. Mit ihrem Mann, dem Kaufmann Siegmund Grünewald, unterhielt sie in Essen ein Weißwarengeschäft. Nach seinem Tod zog sie zu ihrer Tochter nach Gindorf, von da aus – wahrscheinlich im November 1938 – ins Haus der Familie Harf. Am 25.07.1942 wurde Cäcilie mit dem Transport VII/2, Zug Da 71 (Deportationsnummer 464) von Aachen nach Theresienstadt deportiert, wo sie am 20.09.1942 verstarb. |
| Trompeterallee 22 ·                                  | 4. Apr. 2007   | Hier wohnte Flora Spier Geb. Lyon Jg. 1882 deportiert Ermordet in Auschwitz |      | Flora Regine Lyon wurde am 19.02.1882 als Tochter von Adolph Lyon (1844–1894) und Therese Lyon, geb. Levi (1855–1931) in Sankt Johann a. d. Saar geboren. Sie war mit Louis Spier verheiratet, aus der Ehe gingen drei Kinder hervor: Franz Robert (*07.07.1913), Gertrud (*15.04.1908) und Margarethe (*26.09.1906, in die Niederlande emigriert, Deportation Westerbork und Theresienstadt, überlebt). Die Familie emigrierte im Juli 1937 nach Amsterdam, es folgte im Jahr 1944 eine Internierung in Westerbork. Flora und ihr Ehemann wurden am 26.02.1944 nach Theresienstadt und am 28.10.1944 weiter nach Auschwitz deportiert, wo beide ermordet wurden. |
| Trompeterallee 22 ·                                  | 4. Apr. 2007   | Hier wohnte Louis Spier Jg. 1873 Deportiert Auschwitz Ermordet 30.10.1944 |      | Louis Spier wurde am 09.11.1873 als Sohn des Wickrather Lederfabrikanten Zacharias Spier (*03.08.1836, †01.11.1901). und seiner Ehefrau Sabine Hirsch (*25.10.1847, †24.09.1910) geboren. Er heiratete Flora Regine Lyon, aus der Ehe gingen drei Kinder hervor: Franz Robert (*07.07.1913), Gertrud (*15.04.1908) und Margarethe (*26.09.1906). Die Familie emigrierte im Juli 1937 nach Amsterdam, der gesamte Aktienbesitz musste im folgenden Jahr aufgegeben werden, es folgte im Jahr 1944 eine Internierung in Westerbork. Louis und seine Ehefrau wurden am 26.02.1944 nach Theresienstadt und am 28.10.1944 weiter nach Auschwitz deportiert, wo beide ermordet wurden (Todestag: 30.10.1944). |
| Trompeterallee 22 ·                                  | 4. Apr. 2007   | Hier wohnte Franz Robert Spier Jg. 1913 Deportiert Auschwitz Ermordet 17.08.1942                                                                                               |      | Franz Robert Spier – genannt „Bobby“ – wurde am 07.07.1913 als Sohn des Ehepaares Louis Spier und seiner Ehefrau Flora Regine Lyon in Düsseldorf geboren, er hatte zwei ältere Schwestern (Gertrud (*15.04.1908) und Margarethe (*26.09.1906)). Nach einer „Schutzhaft“ wegen (vermutlicher) Steuerhinterziehung emigrierte Franz Robert mit der Familie im Jahr 1937 nach Amsterdam. Nach einer Internierung im Jahr 1942 in Westerbork wurde er nach Auschwitz deportiert und dort ermordet (Todesdatum 17.08.1942). Das Schicksal seiner Frau Tieneke und seiner beiden Söhne ist nicht geklärt. |
| Trompeterallee 22 ·                                  | 7. Nov. 2024   | Gut Spiersfelde wohnte Margaretha 'Gretel' Spier Geb. Bodenheim Jg. 1889 verhaftet 1936 Gefängnis Düsseldorf Flucht in den Tod 15. Juni 1936                                   |      | Margaretha 'Gretel' Bodenheim wurde am 28.04.1889 als Tochter des Kaufmanns Eduard Bodenheim (1846–1925) und seiner Ehefrau Babette Bodenheim, geb. Dreifus (1859–1935) in Worms geboren. Am 07.07.1910 heiratete sie den Wickrather Kaufmann Victor Gustav Spier (1884–1945, Sohn von Zacharias Spier und seiner Ehefrau Sabine Spier, geb. Hirsch), drei Söhne sind bekannt: Klaus (* 1911), Alfred (* 1914) und Gert Georg (* 1920). Bei der Durchsuchung des Gutes Spiersfelde am 09.06.1936 wurden Victor, Margaretha und Klaus verhaftet und im Gefängnis Düsseldorf inhaftiert. Nach der Vernehmung durch die Gestapo sah Margaretha aus Verzweiflung keinen Ausweg mehr und erhängte sich am 15.06.1936 in ihrer Zelle. Sie wurde auf dem jüdischen Friedhof in Wickrath begraben. |
| Wickrather Markt 1 (frühere Adresse Kirchtreppe 2) · | 18. Dez. 2017  | Hier wohnte Bernhardine Simons Jg. 1863 Deportiert 1942 Theresienstadt Ermordet 31.12.1942                                                                                     |      | Bernhardine Simons wurde am 20.04.1863 als Tochter des Ehepaares Joseph Simons und Rosetta Goldstein in Wickrath geboren. Sie war ledig und lebte gemeinsam mit ihrer jüngeren Schwester Dora im Elternhaus Kirchtreppe 2. Am 25.07.1942 wurde sie ab Düsseldorf (strittig: Eine andere Quelle nennt hier Aachen aus Ausgangsort der Deportation) nach Theresienstadt in Ghetto deportiert. Als Todestag wird der 31.12.1942 angegeben. |
| Wickrather Markt 1 (frühere Adresse Kirchtreppe 2) · | 18. Dez. 2017  | Hier wohnte Dora Simons Jg. 1865 Deportiert 1942 Theresienstadt Ermordet in Treblinka                                                                                          |      | Dora Simons wurde am 06.04.1865 als Tochter des Ehepaares Joseph Simons und Rosetta Goldstein in Wickrath geboren. Sie war ledig und lebte gemeinsam mit älteren ihrer Schwester Bernhardine im Elternhaus Kirchtreppe 2. Am 25.07.1942 wurde sie ab Düsseldorf (strittig: Eine andere Quelle nennt hier Aachen aus Ausgangsort der Deportation) nach Theresienstadt in Ghetto deportiert. Von dort aus ging es mit dem Transport Bs, Nr. 1074 nach Treblinka, wo sie ermordet wurde. |